# شماس بن عثمان
شَمَّاس بن عثمان صحابي من السابقين إلى الإسلام. هاجر إلى الحبشة، ثم إلى يثرب، وشارك في غزوتي بدر وأحد التي قُتل فيها وهو يدافع عن النبي محمد.

## سيرته
أسلم شماس بن عثمان بن الشريد بن هرمي بن عامر بن مخزوم قديمًا، وهاجر إلى الحبشة. وكان شماس لقب له واسمه في الأصل عثمان كاسم أبيه، ولكنه لُقّب بشماس لوضاءة وجهه، حيث كان من أحسن الناس وجهًا، فغلب لقبه على اسمه. وأم شماس هي صفية بنت ربيعة بن عبد شمس بن عبد مناف، أخت عتبة وشيبة ابني ربيعة من سادات قريش في الجاهلية.
عاد شماس إلى مكة من الحبشة، ثم هاجر إلى يثرب، ونزل على مبشر بن عبد المنذر، وآخى النبي محمد بينه وبين حنظلة بن أبي عامر. وقد شهد شماس مع النبي محمد غزوتي بدر وأحد التي ثبُت فيها هو يذُبّ عن النبي محمد بسيفه، ثم بجسده حين انتكس المسلمون وانسحبوا في المعركة، وأصابه فيها جراح بليغة، حتى وصف النبي محمد استماتته في القتال، وتحركه يُمنةً ويُسرة للدفاع عن النبي محمد، فقال: «ما وجدت لشماس شبيهًا إلا الحية». وقد حُمل شماس بعد المعركة إلى دار ابنة عمه أم سلمة، فمات فيها بعد يوم وليلة، وعمره وقتئذ 34 سنة. وقد أمر النبي محمد أن يُحمل إلى أحد، وأن يدفن هناك في ثيابه التي مات فيها، ولم يُصلّ عليه، ولم يُغسّله. وقد ترك شماس من الولد عبد الله، وأمه أم حبيب نعم بنت سعيد بن يربوع بن عنكشة بن عامر بن مخزوم.
وقد رثاه حسان بن ثابت يعزي فيه أخته، فقال:
كما رثته امرأته أم حبيب نعم بنت سعيد، فقالت: